# Campeonato Mundial de Media Maratón de 2003
El Campeonato Mundial de Media Maratón Vilamoura 2003 fue una competición de media maratón organizada por la Asociación Internacional de Federaciones de Atletismo (IAAF en inglés). La duodécima edición tuvo lugar el 4 de octubre de 2003 en Vilamoura, Portugal. Contó con la participación de 171 atletas provenientes de 49 países. La carrera masculina comenzó a las 10:00 tiempo local, mientras que la femenina dio inicio a las 11:30 horas.

## Medallero
| Evento                  | Oro                                 | Plata                           | Bronce                           |
| ----------------------- | ----------------------------------- | ------------------------------- | -------------------------------- |
| Individual              |                                     |                                 |                                  |
| Media maratón masculina | Martin Lel Kenia 1:00:49            | Fabiano Joseph Tanzania 1:00:52 | Martin Sulle Tanzania 1:00:56    |
| Media maratón femenina  | Paula Radcliffe Reino Unido 1:07:35 | Berhane Adere 1996 1:09:02      | Benita Johnson Australia 1:09:26 |
| Por equipos             |                                     |                                 |                                  |
| Media maratón masculina | Tanzania 3:03:01                    | Kenia 3:03:09                   | Etiopía 3:07:34                  |
| Media maratón femenina  | Rusia · 3:30:16                     | Japón 3:34:23                   | Rumania · 3:35:07                |

## Resultados

### Media maratón masculina
Los resultados de la carrera de media maratón masculina fueron los siguientes:
| Pos.                                | Nombre                  | País                | Tiempo  | Notas           |
| ----------------------------------- | ----------------------- | ------------------- | ------- | --------------- |
| Medalla de oro, Juegos Olímpicos    | Martin Lel              | Kenia               | 1:00:49 | Personal Best   |
| Medalla de plata, Juegos Olímpicos  | Fabiano Joseph          | Tanzania            | 1:00:52 | Personal Best   |
| Medalla de bronce, Juegos Olímpicos | Martin Sulle            | Tanzania            | 1:00:56 | Personal Best   |
| 4                                   | John Cheruiyot Korir    | Kenia               | 1:01:02 |                 |
| 5                                   | John Yuda               | Tanzania            | 1:01:13 |                 |
| 6                                   | Yusuf Songoka           | Kenia               | 1:01:18 |                 |
| 7                                   | Zersenay Tadese         | Eritrea             | 1:01:26 | Personal Best   |
| 8                                   | Jackson Koech           | Kenia               | 1:01:28 | Personal Best   |
| 9                                   | Tesfaye Tola            | Etiopía             | 1:01:35 |                 |
| 10                                  | Ridouane Harroufi       | Marruecos           | 1:02:46 |                 |
| 11                                  | Dereje Adere            | Etiopía             | 1:02:47 |                 |
| 12                                  | Abderrahim Goumri       | Marruecos           | 1:02:59 |                 |
| 13                                  | Paulo Gomes             | Portugal            | 1:03:00 | Personal Best   |
| 14                                  | Kazuyuki Maeda          | Japón               | 1:03:07 |                 |
| 15                                  | Wilson Busienei         | Uganda              | 1:03:08 |                 |
| 16                                  | Mesfin Hailu            | Etiopía             | 1:03:12 |                 |
| 17                                  | Tariku Jufar            | Etiopía             | 1:03:23 |                 |
| 18                                  | Rachid Aït Bensalem     | Marruecos           | 1:03:37 |                 |
| 19                                  | Abdelghani Lahlali      | Francia             | 1:03:37 |                 |
| 20                                  | Óscar Fernández         | España              | 1:03:41 |                 |
| 21                                  | Alex Malinga            | Uganda              | 1:03:41 | Personal Best   |
| 22                                  | Saïd Belhout            | Argelia             | 1:03:48 | Personal Best   |
| 23                                  | Tekle Menghisteab       | Eritrea             | 1:03:49 |                 |
| 24                                  | Ignacio Cáceres         | España              | 1:03:52 | Season Best     |
| 25                                  | Brian Sell              | Estados Unidos      | 1:03:53 | Personal Best   |
| 26                                  | Mostafa Errebbah        | Italia              | 1:03:54 |                 |
| 27                                  | Rachid El-Ghanmouni     | Marruecos           | 1:04:00 |                 |
| 28                                  | Tarik Bouzid            | Francia             | 1:04:01 |                 |
| 29                                  | Tesfayohannes Mesfen    | Eritrea             | 1:04:10 | Personal Best   |
| 30                                  | Mustafa Mohamed         | Suecia              | 1:04:14 |                 |
| 31                                  | Mohamed Serbouti        | Francia             | 1:04:17 |                 |
| 32                                  | Toshinari Suwa          | Japón               | 1:04:18 |                 |
| 33                                  | Solomon Tsige           | Etiopía             | 1:04:19 |                 |
| 34                                  | Ottaviano Andriani      | Italia              | 1:04:23 |                 |
| 35                                  | Sergio Chiesa           | Italia              | 1:04:34 |                 |
| 36                                  | Odilón Cuahutle         | México              | 1:04:41 |                 |
| 37                                  | Masahiko Takeyasu       | Japón               | 1:04:46 |                 |
| 38                                  | José Dias               | Portugal            | 1:04:48 |                 |
| 39                                  | Rik Ceulemans           | Bélgica             | 1:04:50 |                 |
| 40                                  | Wataru Okutani          | Japón               | 1:04:51 |                 |
| 41                                  | Joachim Nshimirimana    | Burundi             | 1:04:54 |                 |
| 42                                  | Said Hank               | Argelia             | 1:04:55 |                 |
| 43                                  | Martin Toroitich        | Uganda              | 1:04:57 |                 |
| 44                                  | Eduardo Rojas           | México              | 1:05:17 |                 |
| 45                                  | Iván Sánchez            | España              | 1:05:20 | Season Best     |
| 46                                  | Karl Rasmussen          | Noruega             | 1:05:22 |                 |
| 47                                  | Kamal Kohil             | Argelia             | 1:05:48 |                 |
| 48                                  | Francesco Ingargiola    | Italia              | 1:05:53 |                 |
| 49                                  | Scott Westcott          | Australia           | 1:05:57 |                 |
| 50                                  | Jussi Utriainen         | Finlandia           | 1:05:59 |                 |
| 51                                  | Teren Jameson           | Estados Unidos      | 1:06:08 |                 |
| 52                                  | José Alejandro Semprún  | Venezuela           | 1:06:21 |                 |
| 53                                  | Franklin Tenorio        | Ecuador             | 1:06:23 |                 |
| 54                                  | Fabio Rinaldi           | Italia              | 1:06:26 |                 |
| 55                                  | Mark Tucker             | Australia           | 1:06:28 |                 |
| 56                                  | Cian McLoughlin         | Irlanda             | 1:06:48 |                 |
| 57                                  | Rachid Boulenouar       | Argelia             | 1:07:04 |                 |
| 58                                  | Claes Nyberg            | Suecia              | 1:07:12 |                 |
| 59                                  | Wim Borms               | Bélgica             | 1:07:18 |                 |
| 60                                  | Scott Strand            | Estados Unidos      | 1:07:32 |                 |
| 61                                  | Pedro Mora              | Venezuela           | 1:07:39 |                 |
| 62                                  | Christian Nemeth        | Bélgica             | 1:07:50 |                 |
| 63                                  | Francis Yiga            | Uganda              | 1:07:51 |                 |
| 64                                  | Jesús Primo             | México              | 1:08:02 |                 |
| 65                                  | Sun Wenli               | China               | 1:08:19 |                 |
| 66                                  | Zheng Kai               | China               | 1:09:06 |                 |
| 67                                  | Paulo Catarino          | Portugal            | 1:09:08 |                 |
| 68                                  | Ivica Škopac            | Croacia             | 1:09:11 |                 |
| 69                                  | Francisco Roldán        | Ecuador             | 1:09:42 |                 |
| 70                                  | António Zeferino        | Cabo Verde          | 1:09:45 |                 |
| 71                                  | Augusto Gomes           | Francia             | 1:09:49 |                 |
| 72                                  | John Buhagiar           | Malta               | 1:11:04 | Récord nacional |
| 73                                  | Wang Xiangfeng          | China               | 1:11:26 |                 |
| 74                                  | Polibio Méndez          | Ecuador             | 1:11:31 |                 |
| 75                                  | César Condori           | Bolivia             | 1:11:36 |                 |
| 76                                  | Appachu Chinnappa       | India               | 1:11:36 |                 |
| 77                                  | Kennady Chinna Ramu     | India               | 1:11:42 |                 |
| 78                                  | Artyom Tetenkin         | Kirguistán          | 1:11:47 |                 |
| 79                                  | Matt Thull              | Estados Unidos      | 1:12:26 |                 |
| 80                                  | Pablo Gardiol           | Uruguay             | 1:12:32 |                 |
| 81                                  | Alexei Scutaru          | Moldavia            | 1:12:53 |                 |
| 82                                  | Charles Cilia           | Malta               | 1:13:03 |                 |
| 83                                  | Sechaba Bohosi          | Lesoto              | 1:15:44 |                 |
| 84                                  | Que Yin Tik             | Hong Kong           | 1:17:57 |                 |
| 85                                  | Naseer Ismail           | Maldivas            | 1:21:55 | Récord nacional |
| 86                                  | Mok Bon Thouen          | Camboya             | 1:25:46 |                 |
| —                                   | José Alberto Montenegro | Argentina           | DNF     |                 |
| —                                   | William Amorin          | Brasil              | DNF     |                 |
| —                                   | Buenaventura Yánez      | Guinea Ecuatorial   | DNF     |                 |
| —                                   | Richard Muscat          | Gibraltar           | DNF     |                 |
| —                                   | Michael Sánchez         | Gibraltar           | DNF     |                 |
| —                                   | Shashi Prakash          | India               | DNF     |                 |
| —                                   | Lok Wai Kin             | Macao               | DNF     |                 |
| —                                   | Mohamed El-Hattab       | Marruecos           | DNF     |                 |
| —                                   | Luis Jesús              | Portugal            | DNF     |                 |
| —                                   | Manuel Magalhães        | Portugal            | DNF     |                 |
| —                                   | Simon Labiche           | Seychelles          | DNF     |                 |
| —                                   | Ryan Kirkpatrick        | Estados Unidos      | DNF     |                 |
| —                                   | Clotairs Ngoma          | República del Congo | DNS     |                 |
| —                                   | Sydney Pioh             | República del Congo | DNS     |                 |
| —                                   | Kenta Oshima            | Japón               | DNS     |                 |
| —                                   | Paul Kiprop Kirui       | Kenia               | DNS     |                 |
| —                                   | Jafred Lorone           | Uganda              | DNS     |                 |

### Media maratón femenina
Los resultados de la carrera de media maratón femenina fueron los siguientes:
| Pos.                                | Nombre                  | País                | Tiempo  | Notas         |
| ----------------------------------- | ----------------------- | ------------------- | ------- | ------------- |
| Medalla de oro, Juegos Olímpicos    | Paula Radcliffe         | Reino Unido         | 1:07:35 |               |
| Medalla de plata, Juegos Olímpicos  | Berhane Adere           | Etiopía             | 1:09:02 |               |
| Medalla de bronce, Juegos Olímpicos | Benita Johnson          | Australia           | 1:09:26 |               |
| 4                                   | Lidiya Grigoryeva       | Rusia               | 1:09:32 | Personal Best |
| 5                                   | Constantina Tomescu     | Rumania             | 1:10:05 |               |
| 6                                   | Alla Zhilyayeva         | Rusia               | 1:10:13 |               |
| 7                                   | Lyudmila Biktasheva     | Rusia               | 1:10:31 | Personal Best |
| 8                                   | Susan Chepkemei         | Kenia               | 1:10:35 |               |
| 9                                   | Mikie Takanaka          | Japón               | 1:10:36 |               |
| 10                                  | Alina Ivanova           | Rusia               | 1:10:59 | Personal Best |
| 11                                  | Helena Javornik         | Eslovenia           | 1:11:17 |               |
| 12                                  | Sylvia Mosqueda         | Estados Unidos      | 1:11:22 |               |
| 13                                  | Takako Kotorida         | Japón               | 1:11:37 |               |
| 14                                  | Yesenia Centeno         | España              | 1:11:53 |               |
| 15                                  | Luminița Talpoș         | Rumania             | 1:12:02 |               |
| 16                                  | Risa Hagiwara           | Japón               | 1:12:10 |               |
| 17                                  | Galina Bogomolova       | Rusia               | 1:12:12 |               |
| 18                                  | Corinne Raux            | Francia             | 1:12:17 |               |
| 19                                  | Yumiko Hara             | Japón               | 1:12:21 |               |
| 20                                  | Bruna Genovese          | Italia              | 1:12:38 | Personal Best |
| 21                                  | Teyba Erkesso           | Etiopía             | 1:12:43 |               |
| 22                                  | Malika Asahssah         | Marruecos           | 1:12:49 |               |
| 23                                  | Nuta Olaru              | Rumania             | 1:13:00 |               |
| 24                                  | Fatiha Klilech-Fauvel   | Francia             | 1:13:34 | Season Best   |
| 25                                  | Teresa Récio            | España              | 1:13:42 | Personal Best |
| 26                                  | Beatriz Santíago        | España              | 1:13:44 |               |
| 27                                  | Rosemary Ryan           | Irlanda             | 1:13:45 | Personal Best |
| 28                                  | Živilė Balčiūnaitė      | Lituania            | 1:13:47 | Season Best   |
| 29                                  | Rosaria Console         | Italia              | 1:13:54 |               |
| 30                                  | Kan Yongying            | China               | 1:13:56 |               |
| 31                                  | Kenza Wahbi             | Marruecos           | 1:14:05 |               |
| 32                                  | Anna Incerti            | Italia              | 1:14:08 |               |
| 33                                  | Christelle Daunay       | Francia             | 1:14:11 |               |
| 34                                  | Kathy Butler            | Reino Unido         | 1:14:17 |               |
| 35                                  | Magdeline Chemjor       | Kenia               | 1:14:42 |               |
| 36                                  | Derebe Alemu            | Etiopía             | 1:14:52 |               |
| 37                                  | Hayley Yelling          | Reino Unido         | 1:14:52 |               |
| 38                                  | Nebiat Habtemariam      | Eritrea             | 1:14:54 | Personal Best |
| 39                                  | Souad Aït Salem         | Argelia             | 1:15:07 | Personal Best |
| 40                                  | Magdalena Lewy          | Estados Unidos      | 1:15:20 |               |
| 41                                  | Salina Kosgei           | Kenia               | 1:15:41 |               |
| 42                                  | Debbie Robinson / Mason | Reino Unido         | 1:16:08 |               |
| 43                                  | Noémie Flotté           | Francia             | 1:16:28 |               |
| 44                                  | Bev Jenkins             | Reino Unido         | 1:16:37 |               |
| 45                                  | Patrizia Ritondo        | Italia              | 1:16:49 |               |
| 46                                  | Elisabete Lopes         | Portugal            | 1:16:58 | Personal Best |
| 47                                  | Ashu Kasim              | Etiopía             | 1:17:29 |               |
| 48                                  | Christine Clifton       | Estados Unidos      | 1:17:40 |               |
| 49                                  | Bouchra Chaabi          | Marruecos           | 1:17:45 |               |
| 50                                  | Analídia Torre          | Portugal            | 1:17:48 |               |
| 51                                  | Fernanda Miranda        | Portugal            | 1:17:49 |               |
| 52                                  | Sara Wells              | Estados Unidos      | 1:18:03 |               |
| 53                                  | Marily dos Santos       | Brasil              | 1:18:18 |               |
| 54                                  | Sisay Measo             | Etiopía             | 1:19:13 |               |
| 55                                  | Liu Lixia               | China               | 1:19:32 |               |
| 56                                  | Nathalie Loubelle       | Bélgica             | 1:21:23 |               |
| 57                                  | Tatyana Belkina         | Bielorrusia         | 1:21:55 |               |
| 58                                  | Pushpa Devi             | India               | 1:22:19 |               |
| 59                                  | Sonia Lopes             | Cabo Verde          | 1:24:59 |               |
| 60                                  | Sylvie Mulle            | Bélgica             | 1:25:51 |               |
| 61                                  | Sarbjett Kaur           | India               | 1:26:08 | Personal Best |
| 62                                  | Mamokete Lechela        | Lesoto              | 1:27:01 |               |
| 63                                  | Merceditas Cuevas       | Uruguay             | 1:27:12 |               |
| 64                                  | Giselle Camilleri       | Malta               | 1:27:41 |               |
| 65                                  | Lidija Rajčić           | Croacia             | 1:28:04 |               |
| 66                                  | Moleboheng Mafata       | Lesoto              | 1:29:05 |               |
| 67                                  | Hidangmayum Devi        | India               | 1:30:14 |               |
| 68                                  | Olesia Orlova           | Kirguistán          | 1:37:40 |               |
| —                                   | Luminita Zaituc         | Alemania            | DNF     |               |
| —                                   | Zhor El-Kamch           | Marruecos           | DNF     |               |
| —                                   | Mihaela Botezan         | Rumania             | DNF     |               |
| —                                   | Iulia Olteanu/Negura    | Rumania             | DNF     |               |
| —                                   | Marla Runyan            | Estados Unidos      | DNF     |               |
| —                                   | Ida Brunelle Kiyindou   | República del Congo | DNS     |               |
| —                                   | Katie Bayock            | Camerún             | DNS     |               |
| —                                   | Hellen Jemaiyo Kimutai  | Kenia               | DNS     |               |

## Resultados por equipos

### Media maratón masculina
La clasificación final por equipos de la carrera de media maratón masculina fue la siguiente:
| Rank                                | País           | Equipo                                                  | Tiempo  |
| ----------------------------------- | -------------- | ------------------------------------------------------- | ------- |
| Medalla de oro, Juegos Olímpicos    | Tanzania       | Fabiano Joseph Martin Sulle John Yuda                   | 3:03:01 |
| Medalla de plata, Juegos Olímpicos  | Kenia          | Martin Lel John Cheruiyot Korir Yusuf Songoka           | 3:03:09 |
| Medalla de bronce, Juegos Olímpicos | Etiopía        | Tesfaye Tola Dereje Adere Mesfin Hailu                  | 3:07:34 |
| 4                                   | Marruecos      | Ridouane Harroufi Abderrahim Goumri Rachid Aït Bensalem | 3:09:22 |
| 5                                   | Eritrea        | Zersenay Tadesse Tekle Menghisteab Tesfayohannes Mesfen | 3:09:25 |
| 6                                   | Uganda         | Wilson Busienei Alex Malinga Martin Toroitich           | 3:11:46 |
| 7                                   | Francia        | Abdelghani Lahlali Tarik Bouzid Mohamed Serbouti        | 3:11:55 |
| 8                                   | Japón          | Kazuyuki Maeda Toshinari Suwa Masahiko Takeyasu         | 3:12:11 |
| 9                                   | Italia         | Mostafa Errebbah Ottaviano Andriani Sergio Chiesa       | 3:12:51 |
| 10                                  | España         | Óscar Fernández Ignacio Cáceres Iván Sánchez            | 3:12:53 |
| 11                                  | Argelia        | Saïd Belhout Said Hank Kamal Kohil                      | 3:14:31 |
| 12                                  | Portugal       | Paulo Gomes José Dias Paulo Catarino                    | 3:16:56 |
| 13                                  | Estados Unidos | Brian Sell Teren Jameson Scott Strand                   | 3:17:33 |
| 14                                  | México         | Odilón Cuahutle Eduardo Rojas Jesús Primo               | 3:18:00 |
| 15                                  | Bélgica        | Rik Ceulemans Wim Borms Christian Nemeth                | 3:19:58 |
| 16                                  | Ecuador        | Franklin Tenorio Francisco Roldán Polibio Méndez        | 3:27:36 |
| 17                                  | China          | Sun Wenli Zheng Kai Wang Xiangfeng                      | 3:28:51 |
| —                                   | India          | Appachu Chinnappa Kennady Chinna Ramu Shashi Prakash    | DNF     |

### Media maratón femenina
La clasificación final por equipos de la carrera de media maratón femenina fue la siguiente:
| Rank                                | País           | Equipo                                                | Tiempo  |
| ----------------------------------- | -------------- | ----------------------------------------------------- | ------- |
| Medalla de oro, Juegos Olímpicos    | Rusia          | Lidiya Grigoryeva Alla Zhilyayeva Lyudmila Biktasheva | 3:30:16 |
| Medalla de plata, Juegos Olímpicos  | Japón          | Mikie Takanaka Takako Kotorida Risa Hagiwara          | 3:34:23 |
| Medalla de bronce, Juegos Olímpicos | Rumania        | Constantina Diţă-Tomescu Luminița Talpoș Nuta Olaru   | 3:35:07 |
| 4                                   | Etiopía        | Berhane Adere Teyba Erkesso Derebe Alemu              | 3:36:37 |
| 5                                   | Reino Unido    | Paula Radcliffe Kathy Butler Hayley Yelling           | 3:36:44 |
| 6                                   | España         | Yesenia Centeno Teresa Récio Beatriz Santíago         | 3:39:19 |
| 7                                   | Francia        | Corinne Raux Fatiha Klilech-Fauvel Christelle Daunay  | 3:40:02 |
| 8                                   | Italia         | Bruna Genovese Rosaria Console Anna Incerti           | 3:40:40 |
| 9                                   | Kenia          | Susan Chepkemei Magdeline Chemjor Salina Kosgei       | 3:40:58 |
| 10                                  | Estados Unidos | Sylvia Mosqueda Magdalena Lewy Christine Clifton      | 3:44:22 |
| 11                                  | Marruecos      | Malika Asahssah Kenza Wahbi Bouchra Chaabi            | 3:44:39 |
| 12                                  | Portugal       | Elisabete Lopes Analídia Torre Fernanda Miranda       | 3:52:35 |
| 13                                  | India          | Pushpa Devi Sarbjett Kaur Hidangmayum Devi            | 4:18:41 |

## Participación
El número de participantes en este campeonato fue de 171 atletas (98 hombres y 73 mujeres) que representaron a 49 países. A pesar de haber confirmado su asistencia, los corredores de  Camerún y  República del Congo no se presentaron.
- Alemania
- Argelia
- Argentina
- Australia
- Bielorrusia
- Bélgica
- Bolivia
- Brasil
- Burundi
- Camboya
- Cabo Verde
- China
- Croacia
- Ecuador
- Eslovenia
- España
- Estados Unidos
- Guinea Ecuatorial
- Eritrea
- Etiopía
- Finlandia
- Francia
- Gibraltar
- Hong Kong
- India
- Irlanda
- Italia
- Japón
- Kenia
- Kirguistán
- Lesoto
- Lituania
- Macao
- Maldivas
- Malta
- Moldavia
- Marruecos
- México
- Noruega
- Portugal
- Reino Unido
- Rumania
- Rusia
- Seychelles
- Suecia
- Tanzania
- Uganda
- Uruguay
- Venezuela